# جوشوا إيفانز
جوشوا إيفانز (بالإنجليزية: Joshua Evans)‏ هو سياسي أمريكي، ولد في 27 يونيو 1983 في ماكومب في الولايات المتحدة. حزبياً، نشط في الحزب الجمهوري. وقد انتخب عضو مجلس نواب تينيسي.